# NGC 2344
NGC 2344 è una galassia a spirale situata nella costellazione della Lince, a una distanza di circa 51 milioni di anni luce dalla nostra Via Lattea.

## Scoperta
La galassia è stata scoperta il 24 novembre 1886 dall'astronomo statunitense Lewis Swift.

## Descrizione
NGC 2344 ha una classe di luminosità III e presenta una larga riga a 21 cm dell'idrogeno neutro.
È una galassia di campo, cioè una galassia che non appartiene ad alcun ammasso o gruppo di galassie ed è quindi gravitazionalmente isolata.
Il database SIMBAD la cataloga come radiogalassia.
Wolfgang Steinicke e Seligman classificano NGC 2344 come una galassia a spirale barrata, anche se nelle immagini non c'è alcuna evidenza della  presenza della barra centrale.